# شاطىالمحرق (عبس)

تعديل مصدري - تعديل

شاطىالمحرق هي إحدى قرى عزلة بني ثواب بمديرية عبس التابعة لمحافظة حجة، بلغ تعداد سكانها 586 نسمة حسب تعداد اليمن لعام 2004.